# Vargem Alta
Vargem Alta est une municipalité du Brésil, située dans l'État de l'Espirito Santo.
Sa population était estimée à 20 066 habitants en 2009. Elle s'étend sur 414,737 km2.
Elle fait partie de la Microrégion de Cachoeiro de Itapemirim dans la Mésorégion Sud de l'Espírito Santo.

## Maires
| Période | Période | Identité        | Étiquette | Qualité |
| ------- | ------- | --------------- | --------- | ------- |
| 2009    | 2012    | Elieser Rabello | PMDB      |         |